# Vesёlye istorii
Vesёlye istorii (Весёлые истории) è un film del 1962 diretto da Veniamin Davydovič Dorman.

## Trama
Il film parla di tre ragazzi che vivono in un normale cortile nella capitale dell'Unione Sovietica. Adorano visitare lo zoo e il circo, ma non sopportano il semolino e la governante, che li sorveglia di continuo e non permette loro di esibirsi in evoluzioni circensi nel cortile.